# 点地梅状老牛筋
点地梅状老牛筋（学名：Arenaria androsacea）是石竹科无心菜属的植物。分布在阿尔泰山、俄罗斯、蒙古以及中国大陆的新疆、甘肃、青海、内蒙古、宁夏等地，生长于海拔2,300米至4,170米的地区，多生于山地，目前尚未由人工引种栽培。

## 别名
点地梅蚤缀（拉汉种子植物名称）